# Albert Mummery

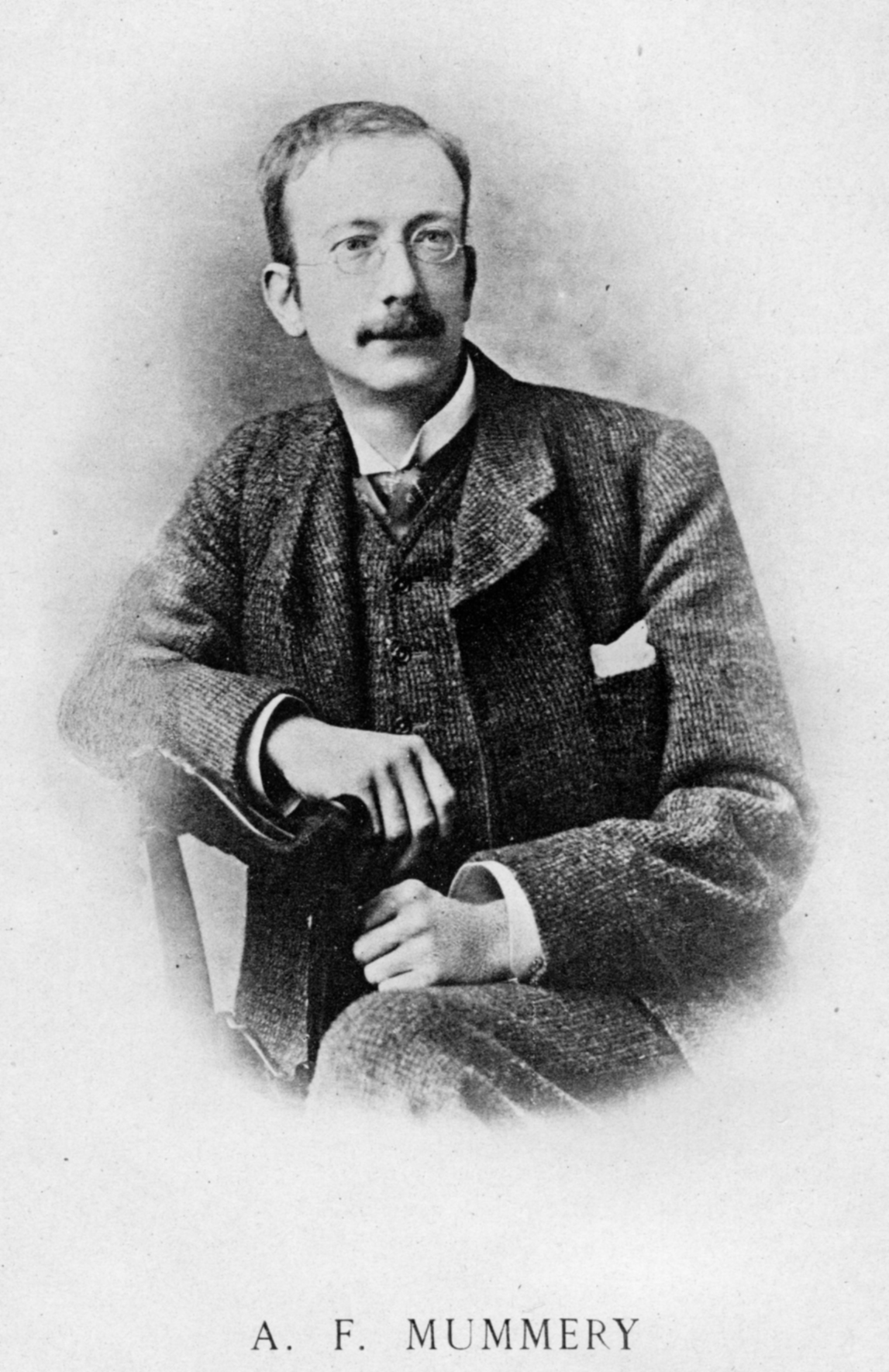
Albert Frederick Mummery

Albert Frederick Mummery (* 10. September 1855 in Dover, England; † vermutlich 24. August 1895 am Nanga Parbat) war ein britischer Alpinist.

## Leben
Albert Frederick Mummery wurde am 10. September 1855 in Dover geboren. Er war der jüngere Sohn von William Rigden Mummery und dessen Ehefrau Esther. Sein älterer Bruder war William Gange Mummery. Um 1850 kauften seine Eltern die Stembrook Färberei und der Vater begann sofort mit der Modernisierung. Von klein auf mussten William und Albert im Familienbetrieb helfen. Das wurde als Teil ihrer Erziehung angesehen. 
Alberts Vater wurde zum Bürgermeister gewählt und übte dieses Amt 1865, 1866 und 1867 aus. Er starb plötzlich mit 48 Jahren und William jun. war 22 und Albert 13 Jahre alt. Nach der Beerdigung schickte ihre Mutter Esther die beiden Brüder zu einem Urlaub in die Alpen. Bei ihrer Rückkehr kamen sie überein, dass William die Färberei mit Alberts Hilfe leiten sollte, obwohl dieser noch zur Schule ging. William übernahm die Leitung der Färberei mit Freude und kaufte neue Maschinen, die erst kürzlich patentiert waren, so dass die Färberei aufblühte. Albert jedoch sehnte sich nach den Alpen und er bekam die Gelegenheit 1871. Es war bei diesem Besuch, dass er zum ersten Mal das 4.478 m hohe Matterhorn erblickte. 
Es ist möglich, dass Albert zu dieser Zeit J. Norman Collie und William Slingsby begegnete, die damals Vorreiter für das Bergsteigen ohne Bergführer waren. Anstelle aufzuhören, wurde er vom Bergsteigen gefesselt. Die drei wurden Spezialisten der Berge und Albert bestieg schließlich siebenmal das Matterhorn. 

Albert Mummery hängt in der Felswand des Grepon

Albert Mummery gelangen Allein- und Erstbegehungen in Schwierigkeitsgraden, die zu seiner Zeit als unüberwindbar galten. Mit 19 Jahren wiederholte er Whympers Route auf das Matterhorn. 1879 war er wieder in Zermatt und kletterte mit dem Bergführer Alexander Burgener über den Zmuttgrat auf das Matterhorn. Auch nach dieser Erstbegehung wurde ihm die Mitgliedschaft im renommierten Alpine Club nicht gewährt.
Am 5. August 1881 bestieg er mit den Bergführern Alexander Burgener und Benedict Venetz erstmals die Aiguille du Grépon. Die Schlüsselstelle des Anstiegs wurde später Mummery-Riss genannt.
Auf einer seiner Reisen in die Alpen traf Albert Mary Petherick, Tochter eines Rechtsanwalts aus Exeter, die auch das Bergsteigen liebte. Sie heirateten 1883 und ihre Hochzeitsreise schloss die gemeinsame Besteigung des Matterhorns mit ein. Ihre Tochter Hilda wurde 1885 geboren. Albert kaufte ein Hause in der Leyburne Road, in Dover. Nach dem Tod seiner Mutter half er seinem Bruder William in der Färberei. Der Zensus von 1881 zeigt, dass das Familienunternehmen 27 Männer und 3 Jungen beschäftigte. Sein Bruder William war ein Liberaler und Stadtrat. Albert beobachtete die Stadtverwaltung und schrieb mit seinem Freund John Atkinson Hobson (1858–1940) das Buch The Physiology of Industry (1889). Es war eine wegweisende Theorie über den ökonomischen Minderverbrauch, der zu dem Schluss kommt, dass die Makro-Ökonomie Intervention benötigt, um Stabilität zu erreichen. Dieser Standpunkt war höchst umstritten in einer Zeit, in der die klassische Makroökonomie auf Wirtschaftlichkeit zentriert war.
1888 gelang Mummery mit seinem einzigen Begleiter, Heinrich Zurfluh aus Meiringen, die Erstbesteigung des Dychtau im Kaukasus. In diesem Jahr wurde er Mitglied im Alpine Club und stellte Überlegungen über das führerlose Bergsteigen an. In den Folgejahren wiederholte er zahlreiche Bergtouren – auch manche seiner Erstbegehungen – ohne Bergführer (u. a. die erste führerlose Besteigung der Brenvaflanke auf den Mont Blanc).
Im Juni 1895 brach Albert Mummery mit Geoffrey Hastings und Norman Collie Richtung Nanga Parbat auf. Der erste Versuch, den Gipfel zu erreichen, erfolgte über das Rupaltal und die Südflanke. Die drei Bergsteiger erkannten, dass eine Begehung dieser Wand nicht möglich war. Sie überschritten den Mazenopass in das Diamirtal und versuchten, einen möglichen Aufstieg zu finden. Am 24. August 1895 versuchte Mummery mit zwei Gurkhas (Ragobir und Goman Singh), über einen hoch gelegenen Übergang zum Rakhiotgletscher und weiter Richtung Nanga Parbat zu gelangen – sie wurden danach nie wieder gesehen. Sie gelten als die ersten Opfer am Nanga Parbat.
Mummery zu Ehren ist das Mummery-Kliff in der Antarktis benannt.

## Bergführerdenkmal
Das Bergführerdenkmal in St. Niklaus Dorf ehrt u. a. Albert Mummery als Gast der St. Niklauser Bergführer.

## Werke
- A. F. Mummery and J. A. Hobson: The physiology of industry: being an exposure of certain fallacies in existing theories of economics Publisher: John Murray London 1889
- My Climbs in the Alps and Caucasus. Drawings and Photographs by Joseph Pennell, A. HOLMES, J. WOOLEY, Sella, and other artists. Publisher T. F. Unwin London, 1895
- (In deutscher Sprache: Meine Bergfahrten in den Alpen und im Kaukasus (= Alpine Klassiker. Bd. 9). Neuausgabe, eingeleitet, kommentiert und durch bio-bibliographische Daten ergänzt von Martin Lutterjohann. Bruckmann, München 1988, ISBN 3-7654-2159-6)